# Corte interamericana dei diritti umani
La Corte interamericana dei diritti umani è un tribunale internazionale, a carattere regionale, volto alla tutela dei diritti umani, con sede a San José in Costa Rica.
Istituita con la Convenzione americana dei diritti umani del 1969, la Corte è competente a conoscere dei ricorsi presentati dalla Commissione interamericana dei diritti umani e da individui contro gli Stati responsabili di violazioni dei diritti fondamentali. Gli Stati sottoposti alla giurisdizione della Corte sono solo gli Stati del continente americano che abbiano ratificato la Convenzione americana dei diritti umani, entrata in vigore il 18 luglio 1978.
Al momento hanno ratificato la Convenzione venticinque Stati americani: Argentina, Barbados, Bolivia, Brasile, Colombia, Costa Rica, Cile, Dominica, Ecuador, El Salvador, Granada, Guatemala, Haiti, Honduras, Giamaica, Messico, Nicaragua, Panama, Paraguay, Perù, Repubblica Dominicana, Suriname, Trinidad e Tobago, Uruguay e Venezuela. Trinidad e Tobago ha denunciato la Convenzione il 25 maggio 1998.